# Woki mit deim Popo
Woki mit deim Popo – utwór austriackiego duetu muzycznego Trackshittaz napisany przez jego członków, Lukasa Plöchla i Manuela Hoffelnera, wydany jako singiel w grudniu 2011 roku oraz umieszczony na trzeciej płycie studyjnej formacji zatytułowanej Life Is on My Side ze stycznia 2012 roku.
Pod koniec lutego 2012 roku utwór wygrał krajowe eliminacje eurowizyjne po zdobyciu największego poparcia w drugiej części głosowania telewidzów (51% do 49% zdobytych przez piosenkę „That’s What I Am” Conchity Wurst), dzięki czemu został propozycją reprezentującą Austrię w 56. Konkursie Piosenki Eurowizji organizowanym w Baku. 22 maja został zaprezentowany przez duet w pierwszym półfinale widowiska i zajął w nim ostatecznie ostatnie, osiemnaste miejsce z ośmioma punktami na koncie, przez co nie awansował do finału.

## Lista utworów
CD single
1. „Woki mit deim Popo” – 2:59
2. „Wackl mit deim Popo” – 2:58

## Personel
Opracowano na podstawie materiału źródłowego.
- Lukas Plöchl – słowa, kompozycja
- Manuel Hoffelner – słowa
- Martin Scheer – mastering
- George Dum – miks
- Sam Vahdat – produkcja

## Notowania na listach przebojów
| Kraj    | Lista (2012)   | Najwyższe miejsce |
| ------- | -------------- | ----------------- |
| Austria | Singles Top 75 | 2                 |